# ريمون شوتين
ريمون شوتين (بالهولندية: Raymond Schouten)‏ مواليد 15 مارس 1985 في هولندا، هو متسابق دراجات نارية هولندي. نافس في سباقات بطولة العالم لفئة 250 سي سي ولفئة 125 سي سي ولفئة 50 سي سي.

## النتائج

### حسب الموسم
| الموسم | الفئة     | الدراجة | السباق | الفوز | المنصة | الإنطلاق | أسرع لفة | النقاط | الترتيب |
| ------ | --------- | ------- | ------ | ----- | ------ | -------- | -------- | ------ | ------- |
| 2002   | 125 سي سي | هوندا   | 1      | 0     | 0      | 0        | 0        | 0      | ن.غ.م   |
| 2003   | 125 سي سي | هوندا   | 1      | 0     | 0      | 0        | 0        | 0      | ن.غ.م   |
| 2004   | 125 سي سي | هوندا   | 15     | 0     | 0      | 0        | 0        | 0      | ن.غ.م   |
| 2005   | 125 سي سي | هوندا   | 10     | 0     | 0      | 0        | 0        | 0      | ن.غ.م   |
| 2006   | 250 سي سي | هوندا   | 1      | 0     | 0      | 0        | 0        | 0      | ن.غ.م   |
| إجمالي |           |         | 28     | 0     | 0      | 0        | 0        | 0      |         |

#### السباقات حسب السنة
(مفتاح)
| السنة | الفئة     | الدراجة | 1               | 2           | 3        | 4            | 5          | 6           | 7           | 8            | 9             | 10        | 11          | 12         | 13       | 14         | 15          | 16          | مركز  | نقاط |
| ----- | --------- | ------- | --------------- | ----------- | -------- | ------------ | ---------- | ----------- | ----------- | ------------ | ------------- | --------- | ----------- | ---------- | -------- | ---------- | ----------- | ----------- | ----- | ---- |
| 2002  | 125 سي سي | هوندا   | اليابان         | ج. أفريقيا  | إسبانيا  | فرنسا        | إيطاليا    | كتالونيا    | هولندا ل.ين | بريطانيا     | ألمانيا       | تشيك      | البرتغال    | البرازيل   | الهادئ   | ماليزيا    | أستراليا    | بلنسية      | ن.غ.م | 0    |
| 2003  | 125 سي سي | هوندا   | اليابان         | ج. أفريقيا  | إسبانيا  | فرنسا        | إيطاليا    | كتالونيا    | هولندا ل.ين | بريطانيا     | ألمانيا       | تشيك      | البرتغال    | البرازيل   | الهادئ   | ماليزيا    | أستراليا    | بلنسية      | ن.غ.م | 0    |
| 2004  | 125 سي سي | هوندا   | ج. أفريقيا ل.ين | إسبانيا 20  | فرنسا 28 | إيطاليا ل.ين | كتالونيا   | هولندا 22   | البرازيل 24 | ألمانيا ل.ين | بريطانيا ل.ين | تشيك 26   | البرتغال 21 | اليابان 20 | قطر 24   | ماليزيا 19 | أستراليا 26 | بلنسية ل.ين | ن.غ.م | 0    |
| 2005  | 125 سي سي | هوندا   | إسبانيا 23      | البرتغال 30 | الصين 19 | فرنسا 24     | إيطاليا 26 | كتالونيا 25 | هولندا ل.ين | بريطانيا 16  | ألمانيا ل.ين  | تشيك ل.ين | اليابان     | ماليزيا    | قطر      | أستراليا   | تركيا       | بلنسية      | ن.غ.م | 0    |
| 2006  | 250 سي سي | هوندا   | إسبانيا         | قطر         | تركيا    | الصين        | فرنسا      | إيطاليا     | كتالونيا    | هولندا 20    | بريطانيا      | ألمانيا   | تشيك        | ماليزيا    | أستراليا | اليابان    | البرتغال    | بلنسية      | ن.غ.م | 0    |

## روابط خارجية
- ريمون شوتين على موقع MotoGP.com (الإنجليزية)
- ريمون شوتين على موقع WorldSBK.com (الإنجليزية)